# Michel (Name)
Michel (französisch: [mi.ʃɛl], deutsch: [ˈmɪ.çl̩]) ist ein männlicher Vorname und Familienname.

## Herkunft und Bedeutung
→ Hauptartikel: Michael
Beim Namen handelt es sich entweder um die französische Variante von מִיכָאֵל mîḵāʾēl oder einen deutschen Diminutiv von Michael.

## Verbreitung
In Frankreich gehörte der Name bis 1986 zu den 100 beliebtesten Jungennamen. Zwischen 1934 und 1955 lag er auf Rang 2 der Hitlisten. Heute wird der Name kaum noch vergeben. In Québec wurde der Name bis in die 1990er Jahre hinein häufig vergeben.
In Deutschland wird der Name seit den 1970er Jahren regelmäßig vergeben. Vor allem in Schleswig-Holstein ist er beliebt. Seine bislang höchsten Platzierungen in den Vornamenscharts erreichte der Name in den Jahren 1991, 2001 und 2003, jedoch gelang dem Namen nie der Aufstieg in die Top 50. Im Jahr 2021 stand Michel auf Rang 153 in der Hitliste.

## Namensträger

### Vorname
- Michel Abdollahi (* 1981), deutsch-iranischer Künstler
- Michel Abt (* 1990), deutscher Handballspieler
- Michel Alexandre (1888–1952), französischer Philosoph
- Michel Aoun (* 1935), libanesischer Offizier und Politiker
- Michel Arcand (* 1949), kanadischer Filmeditor
- Michel Bartol (* 1992), kroatischer Poolbillardspieler
- Michel Bergmann (1945–2025), schweizerisch-deutscher Regisseur, Filmproduzent, Journalist und Schriftsteller
- Michel Bertschus (1883–1943), sozialdemokratischer Politiker und Abgeordneter im Memelland
- Michel Birbaek (* 1962), dänischer Schriftsteller
- Michel Brault (1928–2013), kanadischer Kameramann und Regisseur
- Michel Butor (1926–2016), französischer Schriftsteller
- Michel Caillaud (* 1957), französischer Schachkomponist
- Michel Corboz (1934–2021), Schweizer Dirigent und Komponist
- Michel Côté (1950–2023), kanadischer Schauspieler
- Michel Cusson (* 1957), kanadischer Komponist
- Michel Debré (1912–1996), französischer Politiker
- Michel Delpech (1946–2016), französischer Chansonnier
- Michel Doré (1892–1945), französischer Automobilrennfahrer
- Michel Fabrizio (* 1984), italienischer Motorradrennfahrer
- Michel Foucault (1926–1984), französischer Soziologe und Philosoph
- Michel Fourniret (1942–2021), französischer Serienmörder
- Michel Friedman (* 1956), deutscher Rechtsanwalt, Politiker und Fernsehmoderator
- Michel Fugain (* 1942), französischer Sänger und Komponist
- Michel Galabru (1922–2016), französischer Schauspieler und Komiker
- Michel Gentile (* ≈1970), US-amerikanischer Jazzmusiker
- Michel Gueu, ivorischer Militär
- Michel Guillaume (* 1967), deutscher Schauspieler und Regisseur
- Michel Haguenauer (1916–2000), französischer Tischtennisspieler
- Michel Hausser (1927–2024), französischer Jazz-Vibraphonist
- Michel Houellebecq (* 1956/58), französischer Schriftsteller
- Michel Jazy (1936–2024), französischer Leichtathlet
- Michel Lang (1939–2014), französischer Filmregisseur
- Michel Lentz (1820–1893), luxemburgischer Autor und Dichter, Texter der Nationalhymne
- Michel Lévy (1809–1872), französischer Militärarzt und Hygieniker
- Michel Martelly (* 1961), haitianischer Politiker, Staatspräsident 2011 bis 2016
- Michel Muller (* 1966), französischer Schauspieler
- Michel Niemeyer (* 1995), deutscher Fußballspieler
- Michel Périn (* 1957), französischer Rallyebeifahrer
- Michel Piccoli (1925–2020), französischer Schauspieler
- Michel Placidi (* 1945), französischer Bauingenieur und Brückenbauer
- Michel Platini (* 1955), französischer Fußballspieler, -trainer und -funktionär
- Michél Puljic (* 1989), deutscher Rapper, siehe M.I.K.I
- Michel Quillé, französischer Polizeioffizier
- Michel Reimon (* 1971), österreichischer Politiker
- Michel Rocard (1930–2016), französischer Politiker
- Michel Ruhl (1934–2022), französischer Schauspieler
- Michel Sarach (1909–2000), russisch-französischer Rechtsanwalt, Unternehmer und Volkskundler
- Michel Scheuer (1927–2015), deutscher Kanute
- Michel Serres (1930–2019), französischer Philosoph
- Michel Stolker (1933–2018), niederländischer Radrennfahrer
- Michel Teló (* 1981), brasilianischer Sänger
- Michel Tournier (1924–2016), französischer Schriftsteller
- Michel Ulrich (* 2000), deutscher Fußballspieler
- Michel Vauzelle (* 1944), französischer Politiker
- Michel Verne (1861–1925), französischer Schriftsteller
- Michel Winock (* 1937), französischer Historiker
- Michel Zunino (1869–1958), französischer Politiker

### Familienname

#### A
- Adalbert Theodor Michel (1821–1877), österreichischer Rechtswissenschaftler, Politiker und Hochschullehrer
- Adolf Michel (Fabrikant) (1865–1928), Schweizer Uhrenfabrikant
- Adolf Michel (Sportschütze) (1878–??), österreichischer Sportschütze
- Adolf Michel (Musiker) (* 1952), österreichischer Musiker, Liedermacher und Kabarettist
- Adolphe-Frédéric Michel (1839–1891), französischer Publizist
- Alain Michel (Philologe) (1929–2017), französischer Latinist
- Alain Michel (Fußballtrainer) (* 1948), französischer Fußballtrainer
- Alain Michel (Rennfahrer) (* 1953), französischer Motorradrennfahrer
- Alain Michel (Historiker) (* 1954), israelischer Historiker und Rabbiner
- Alain P. Michel (* 1959), französischer Historiker
- Alain-René Michel (1948–2006), französischer Historiker
- Alexander Michel (Robert Alexander Robert Michel Melki; * 1992), schwedisch-libanesischer Fußballspieler
- Alfonso Michel Martínez (1897–1957), mexikanischer Künstler
- Alois Michel, Schweizer Politiker, Landammann Obwalden
- Alvin Michel (* 1990), seychellischer Fußballtorhüter
- Anais Michel (* 1988), französische Gewichtheberin
- André Michel (Kunsthistoriker) (1853–1925), französischer Kunsthistoriker
- André Michel (Regisseur) (1910–1989), französischer Filmregisseur und Drehbuchautor

- Andreas Michel (Zahnmediziner) (1861–1921), deutscher Zahnmediziner
- Andreas Michel, bürgerlicher Name von Andino (Zauberkünstler) (* 1961), deutscher Zauberkünstler, Pädagoge, Moderator und Autor
- Andreas Michel (Theologe) (* 1963), deutscher römisch-katholischer Theologe
- Anneliese Michel (1952–1976), deutsches und Exorzismusopfer
- Annett Wagner-Michel (* 1955), deutsche Schachspielerin
- Anton Michel (Ministerialbeamter) (1865–nach 1941), deutscher Ministerialbeamter
- Anton Michel (Theologe) (1884–1958), deutscher Theologe, Kirchenhistoriker und Hochschullehrer
- Artur Michel (1883–1946), deutscher Tanzpublizist
- Auguste Michel-Lévy (1844–1911), französischer Petrograph, Mineraloge und Geologe

#### B
- Babette Michel (* 1965), deutsche Journalistin
- Balthasar Michel (1576–vor 1604), Schweizer Bildhauer
- Bernard Toublanc-Michel (1927–2023), französischer Regisseur
- Bernd Michel (* 1947), deutscher Fußballspieler
- Bernd Michel (Ingenieur) (* 1949), deutscher Ingenieur und Werkstoffwissenschaftler
- Bernhard Michel (* 1939), deutscher Maler und Grafiker
- Björn Michel (* 1975), deutscher Hockeyspieler
- Brigitta Michel-Schwartze (* 1947), deutsche Soziologin und Hochschullehrerin

#### C
- Carl Michel (Maler, 1851) (1851–1931), deutscher Maler und Zeichner
- Carl Michel (1885–1966), deutscher Maler, siehe Karl Michel (Maler)
- Carl Michel (Musiker), US-amerikanischer Gitarrist und Komponist
- Charles Michel (Mediziner) (1850–1935), französischer Mediziner
- Charles Michel (* 1975), belgischer Politiker (MR)
- Christiane Michel-Ostertun (* 1964), deutsche Organistin
- Christoph Michel (* 1945), deutscher Altphilologe, Germanist und Mitarbeiter an Goethe-Ausgaben
- Ciara Michel (* 1985), britische Volleyballspielerin
- Claudia Lücking-Michel (* 1962), deutsche Theologin
- Claude Michel (1738–1814), französischer Bildhauer, siehe Clodion (Bildhauer)
- Claude Michel (Fußballspieler) (* 1971), französischer Fußballspieler
- Claude-Étienne Michel (1772–1815), französischer General

#### D
- Daniel Michel (* 1987), deutscher Schauspieler und Musiker
- David Michel (* 1975), französischer Fernseh- und Filmproduzent
- Davina Michel (* 1997), französische Boxerin
- Detlef Michel (Autor) (* 1944), deutscher Schriftsteller
- Detlef Michel (Leichtathlet) (* 1955), deutscher Speerwerfer
- Diethelm Michel (1931–1999), deutscher Theologe
- Dirk Michel (* 1945), deutscher Hockeyspieler
- Donatienne Michel-Dansac (* 1965), französische Sängerin, Pianistin und Violinistin
- Doris Michel (* 1948), Schweizer Malerin, Zeichnerin, Illustratorin, Grafikerin, Objektkünstlerin und Kunstpädagogin

#### E
- Ed Michel (* 1936), US-amerikanischer Musikproduzent
- Édouard Michel (1873–1953), französischer Kunsthistoriker
- Ella Bergmann-Michel (1895–1971), deutsche Fotografin und Filmemacherin
- Ellinor Michel (1939–2007),  deutsche Grafikerin und Malerin
- Elmar Michel (1897–1977), deutscher Staatsbeamter und Wirtschaftsfunktionär
- Elvezia Michel-Baldini (1887–1963), Schweizer Malerin, Zeichnerin, Illustratorin und Kunstweberin
- Emil Michel (1891–1972), deutscher Politiker (SPD), MdL Nordrhein-Westfalen
- Éphraïm-Georges Michel (1866–1890), französischer Symbolist, siehe Éphraïm Mikhaël
- Eric Michel (* 1962), französischer Künstler
- Ernest Michel (1923–2016), deutscher Journalist
- Ernst Michel (1889–1964), deutscher Philosoph und Psychotherapeut
- Ernst Michel-Engel (1903–1980), Schweizer Maler
- Eugen Michel (1873–1946), deutscher Architekt und Akustiker

#### F
- Fabian Michel (* 1996), Schweizer Unihockeyspieler
- Fabienne Michel (* 1994), deutsche Fußballschiedsrichterin
- Falko Michel (* 2001), deutscher Fußballspieler
- Felix Michel (* 1984), deutscher Kanute
- Felix Michel (Fußballspieler) (George Felix Robert Michel Melki, * 1994), schwedisch-libanesischer Fußballspieler
- Ferdinand Michel (* 1959), deutscher Basketballspieler und -trainer
- Francisque Michel (1809–1887), französischer Romanist
- Frannie Michel (* 1961), US-amerikanische Schauspielerin
- Franz Michel (Politiker) (1908–1989), deutscher Politiker (CSU), MdL Bayern
- Franz Ludwig Michel (1675–um 1717), Schweizer Entdecker und Kolonialist
- Freek Michel (* 1987), niederländischer Volleyballspieler
- Friedrich Michel (Politiker, 1825) (1825–1889), Schweizer Politiker
- Friedrich Michel (Politiker, 1843) (1843–1925), deutscher Jurist und bayerischer Abgeordneter
- Friedrich Michel (Komponist) (1877–??), deutscher Komponist
- Friedrich Michel (Unternehmer) (1891–1945), deutscher Farbenfabrikant
- Friedrich Michel (Bildhauer) (1894–1982), Schweizer Holzbildhauer
- Fritz Michel (1877–1966), deutscher Arzt, Politiker, Historiker und Kunsthistoriker
- Fritz William Michel (* 1980), haitianischer Politiker

#### G
- Gaspard Michel (Abbé Leblond; 1738–1809), französischer Bibliothekar und Antiquar
- Georg Michel (Politiker, 1804) (1804–1867), Schweizer Politiker und Richter
- Georg Michel (Politiker, 1828) (1828–1894), deutscher Landwirt und Politiker
- Georg Michel (Linguist) (1926–1999), deutscher Linguist
- Georg I. Michel-Supersaxo (um 1550–1625/1626), Walliser Landeshauptmann
- Georg II. Michel-Supersaxo (1601–1676), Walliser Landeshauptmann
- Georg Adam Michel (1708–1780), deutscher lutherischer Theologe, Generalsuperintendent, Konsistorialrat und Schriftsteller
- Georges Michel (1763–1843), französischer Maler
- Gerhard Michel (* 1960), deutscher Jurist und Richter
- Gert Michel (1932–2013), deutscher Hydrogeologe
- Gottfried Emanuel Michel (1862–1937), deutscher Jurist und höherer sächsischer Staatsbeamter
- Günther Michel (1928–2017), deutscher Veterinärmediziner
- Gustave Michel (1851–1924), französischer Bildhauer und Medailleur

#### H
- Hans Michel (Bildhauer) (vor 1574–nach 1587), elsässisch-schweizerischer Bildhauer
- Hans Michel (Politiker) (1889–1958), deutscher Handwerker und Politiker (FDP)
- Hans Michel (Grafiker) (1920–1996), deutscher Grafiker
- Hans Michel (Bibliothekar) (Hans A. Michel; 1924–1989), Schweizer Bibliothekar
- Hans Michel (Fußballspieler) (1936–2017), deutscher Fußballspieler und -trainer
- Hans-Christoph Michel (* 1964), deutscher Schauspieler
- Harald Michel (1949–2017), deutscher Politiker (CDU)
- Harry Michel, deutscher Sportfunktionär
- Hartmut Michel (* 1948), deutscher Biochemiker
- Hedwig Michel (1892–1982), deutsche Autorin, letzte Präsidentin der US-amerikanischen Koreshan Unity
- Heinrich Michel (Politiker) (1842–1909), deutscher Politiker
- Heinrich Michel (Pädagoge) (1861–1938), deutscher Pädagoge
- Heinrich Wilhelm Michel (1828–1898), deutscher Politiker, MdL Kurhessen
- Heinz Michel (1903–1972), deutscher Maler und Grafiker
- Henri Michel (Journalist) (1899/1900–1976), belgischer Journalist, Chefredakteur des Grenz-Echo
- Henri Michel (Historiker) (1907–1986), französischer Historiker
- Henri Michel (Fußballspieler) (1947–2018), französischer Fußballspieler und -trainer
- Herbert Michel (1934–2002), deutscher Prälat
- Hermann Michel (Mineraloge) (1888–1965), österreichischer Mineraloge
- Hermann Michel (Fußballspieler) (1935–2015), deutscher Fußballspieler
- Hildegund von Cosel-Michel (Hildegund Michel; 1908–2002), deutsche Künstlerin und Kunsterzieherin
- Horst Michel (1904–1989), deutscher Industriedesigner und Hochschullehrer
- Hugo Michel (1872–1944), deutscher Sammler, Briefmarkenhändler und Herausgeber

#### J
- Jacques Michel (Radsportler) (1921–2009), französischer Radrennfahrer
- Jacques Michel (Singer-Songwriter) (* 1941), kanadischer Singer-Songwriter
- Jacques Michel (Schauspieler), Schweizer Schauspieler
- Jacques-Henri Michel (* 1928), französischer Klassischer Philologe und Rechtshistoriker
- James Alix Michel (* 1944), seychellischer Politiker, Präsident ab 2004
- Jan Michel (* 1964), deutscher Fußballspieler
- Janet Fowler-Michel (* 1965), kanadische Basketballspielerin und -trainerin
- Jannis Michel (* 1998), deutscher Schauspieler
- Jean Michel (Bischof) († 1468), Schweizer Geistlicher, Bischof von Lausanne
- Jean Michel (Dramatiker) (um 1435–1501), französischer Dramatiker
- Jean Michel (Unternehmer) (1929–2009), französischer Unternehmer und Politiker (UDF–RPR)
- Jean Michel (Politiker) (* 1949), französischer Politiker (PS)
- Jean-Christian Michel, französischer Komponist und Klarinettist
- Jean François Michel (1697–1772), flämischer Schriftsteller
- Jean-Louis Michel (Fechter) (1785–1865), französischer Fechter
- Jean-Louis Michel (Fotograf) (* 1926), französischer Fotograf
- Jean-Louis Michel (Ingenieur), französischer Ingenieur
- Jens Michel (* 1967), deutscher Politiker (CDU), MdL Sachsen
- Johann Balthasar Michel (1755–1818), deutscher Wein- und Pferdehändler
- Johann Daniel Michel (Politiker, 1758) (1758–1841), waldeckischer Gutsbesitzer und Landstand
- Johann Daniel Michel (Politiker, 1801) (1801–1852), waldeckischer Gutsbesitzer und Landstand
- Johann Friedrich Michel (1856–1940), Schweizer Offizier und Politiker
- Johanna Meier-Michel (1876–1945), österreichische Bildhauerin und Kunstgewerblerin
- Johannes Michel (* 1863), Notar und Politiker
- Johannes Matthias Michel (* 1962), deutscher Komponist, Kirchenmusiker und Organist
- Jonathan Michel (* ≈1990), US-amerikanischer Jazzmusiker
- Josef Michel (1928–2002), deutscher Kirchenmusiker und Komponist
- Joseph Michel (Komponist) (1679–1736), französischer Organist und Komponist
- Joseph Michel (Politiker) (1925–2016), belgischer Schriftsteller und Politiker
- Julius von Michel (1843–1911), deutscher Augenarzt und Hochschullehrer
- Julius Michel (Naturforscher) (1859–1929), böhmisch-österreichischer Lehrer, Naturforscher, Illustrator und Publizist
- Justin Michel (* 1995), bonairischer Fußballspieler

#### K
- Kai Michel (* 1967), deutscher Historiker, Literaturwissenschaftler und Schriftsteller
- Karl Michel (Brauer) (1836–1922), deutscher Bierbrauer
- Karl Michel (Schauspieler) (1843–1930), deutscher Arzt, Schauspieler und Schriftsteller
- Karl Michel (Maler) (1885–1966), deutscher Maler, Grafiker und Holzschneider
- Karl Michel (Offizier) (1904–1945), deutscher Offizier
- Karl Michel (Wirtschaftsjurist) (1909–1980), deutscher Jurist, Autor und Offizier
- Karl Michel von Tüßling (1907–1991), deutscher SS-Sturmbannführer
- Karl-Heinz Michel (1946–2006), deutscher Theologe
- Karl Markus Michel (1929–2000), deutscher Schriftsteller
- Karl-Wilhelm Michel (* 1950), deutscher Politiker (CDU)
- Kaspar Michel (* 1970), Schweizer Politiker (FDP)
- Katarina Michel (* 1964), slowakische Autorin und Fernsehmoderatorin
- Katharina Michel (* 1988), Schweizer Popsängerin
- Kathrin Michel (* 1963), deutsche Politikerin (SPD)

#### L
- Lara Michel (* 1991), Schweizer Tennisspielerin
- Lina Schmidt-Michel (1872–1944), deutsche Rosenmalerin
- Loic Michel (* 2002), mauritischer Fußballtorhüter
- Lothar Michel (1929–1996), deutscher Psychologe und Sachverständiger
- Lotti Michel (1932–2016), Schweizer Galeristin
- Louis Michel (Physiker) (1923–1999), französischer Physiker
- Louis Michel (Politiker) (* 1947), belgischer Politiker
- Louis-Charles Michel (1761–1845), französischer römisch-katholischer Geistlicher und Bischof
- Louise Michel (1830–1905), französische Autorin
- Ľuboš Micheľ (* 1968), slowakischer Fußballschiedsrichter, Lehrer und Manager
- Luis Ernesto Michel (* 1979), mexikanischer Fußballtorwart
- Luzi Michel (1841–1876), Schweizer Geistlicher

#### M
- Manfred Michel (Intendant) (1929–2014), deutscher Theaterleiter
- Manfred Michel (Elektrotechniker) (Richard Manfred Michel; 1929–2020), deutscher Elektrotechniker und Hochschullehrer
- Manfred Michel (Politiker) (* 1953), deutscher Politiker (CDU)
- Marc-Michel (1812–1868), französischer Autor
- Marc Michel (Schauspieler) (1929–2016), französischer Schauspieler
- Marc Michel (Historiker) (* 1935), französischer Historiker
- Marc Michel (Musiker) (* 1986), französischer Jazzmusiker
- Marco Michel (* 1984), Schweizer Schauspieler
- Margot Michel (* 1976), Schweizer Juristin und Hochschullehrerin
- Maria Michel (1826–1915), deutsche Schriftstellerin
- Maria-Elisabeth Michel-Beyerle (* 1935), deutsche Physikochemikerin
- Mark Michel (* 1975), deutscher Filmemacher und Autor
- Martin Michel (Wunderheiler) (1759–1824), deutscher Landwirt, Wunderheiler und Exorzist
- Matthias Michel (* 1963), Schweizer Politiker
- Matthieu Michel (* 1963), Schweizer Jazzmusiker
- Max Michel (Politiker) (1888–1941), deutscher Jurist, Volkswirt und Politiker (SPD)
- Max Michel (Schauspieler) (1910–1988), Schauspieler, Filmregisseur und Filmeditor
- Max Michel (Sportschütze) (* 1981), US-amerikanischer Sportschütze
- Mélodie Michel, französisch-amerikanische Organistin
- Mireille Christophe Michel-Lévy (* 1922), französische Mineralogin
- Miriam Michel (* 1979), deutsche Regisseurin, Dramaturgin, Dokumentarfilmerin und Performancekünstlerin
- Monika Jachmann-Michel (* 1963), deutsche Juristin und Hochschullehrerin

#### N
- Nicolas Michel (* 1949), Schweizer Jurist
- Niek Michel (1912–1971), niederländischer Fußballtorhüter
- Noah Michel (* 1995), deutscher Fußballspieler

#### O
- Olaf Michel (* 1956), deutscher Hals-Nasen-Ohren-Arzt, Hochschullehrer und medizinischer Gutachter
- Ossi Michel (1927–2016), deutscher Tischtennisspieler
- Otto Michel (1903–1993), deutscher Theologe

#### P
- Pascal Michel (* 1999), Schweizer Unihockeyspieler
- Paul Michel (Architekt) (1877–1938), deutscher Architekt
- Paul Michel (Fußballspieler), deutscher Fußballspieler
- Paul Michel (Fabrikant) (1894–1942), deutscher Farbenfabrikant
- Paul Michel (Schachspieler) (1905–1977), deutscher Schachspieler
- Paul Michel (Germanist) (* 1947), Schweizer Germanist
- Paul-Baudouin Michel (1930–2020), belgischer Komponist
- Paul-Otto Schmidt-Michel (* 1949), deutscher Psychiater
- Peggy Michel (* 1949), US-amerikanische Tennisspielerin
- Peter Michel, Pseudonym von Hans Raithel (1864–1939), deutscher Heimatdichter und Schriftsteller
- Peter Michel (Kunstwissenschaftler) (* 1938), deutscher Kunstwissenschaftler und Publizist
- Peter Michel (Schriftsteller) (* 1953), deutscher Schriftsteller und Verleger
- Peter Michel (Schauspieler) (* 1970), belgischer Schauspieler
- Peter Alfred Michel (1825–1849), Journalist, Dichter, Revolutionär 1848/49
- Philipp Michel (Politiker) (1845–1922), deutscher Jurist und Politiker, Oberbürgermeister von Würzburg
- Philipp Michel (Ingenieur) (1874–1942), deutscher Ingenieur, Konstrukteur und Hochschullehrer
- Philipp Adalbert Michel (1814–1883), böhmisch-österreichischer Fabrikant
- Philippe Michel (* 1969), französischer Mathematiker
- Phillipe Michel (* 1965), französischer Boxer
- Pierre Michel (* 1942), französischer Literaturwissenschaftler
- Pierre Michel (1929–2023), französischer Radrennfahrer
- Pierre-Yves Michel (* 1960), französischer Geistlicher, Bischof von Nancy-Toul
- Pras Michel (* 1972), US-amerikanischer Rapper und Songschreiber
- Primo Villa Michel (1893–1970), mexikanischer Diplomat

#### R
- Rainer Michel (* 1955), deutscher Kameramann
- Reinhard Michel (1917–2017), deutscher Lehrer und Heimatforscher
- Richard Freiherr von Michel-Raulino (1864–1926), deutscher Jurist, Zeitungsverleger und Unternehmer
- Robert Michel (Schriftsteller) (1876–1957), österreichischer Schriftsteller
- Robert Michel (Künstler) (1897–1983), deutscher Künstler und Architekt
- Robert Michel, bekannt als Rob Vegas (* 1984), deutscher Internet-Showmaster
- Robert Michel-Dansac (1864–1946), französischer Archäologe
- Robert H. Michel (1923–2017), US-amerikanischer Politiker
- Rolf Michel (* 1945), deutscher Physiker
- Rosmarie Michel (* 1931), Schweizer Unternehmerin
- Rudi Michel (1921–2008), deutscher Sportjournalist
- Rudolf Michel (1870–nach 1938), österreichischer Gerichtsmediziner, Psychiater und Hochschullehrer

#### S
- Sabine Michel (* 1981), deutsche Dokumentarfilmerin
- Sandro Michel (* 1996), Schweizer Bobfahrer
- Serge Michel (* 1988), deutscher Boxer
- Simon Michel (* 1977), Schweizer Unternehmer und Politiker
- Simone Michel (* 1965), deutsche Klassische Archäologin
- Simone Michel-Lévy (1906–1945), französische Widerstandskämpferin
- Sina Michel (* 2003), deutsche Schauspielerin
- Smarck Michel (1937–2012), haitianischer Politiker
- Sony Michel (* 1995), US-amerikanischer American-Football-Spieler
- Stefan Michel (* 1975), deutscher Theologe und Hochschullehrer
- Stefan Karl Michel (1839–1906), deutscher Kaufmann und Politiker
- Steffen Michel (* 1972), deutscher Eishockeyspieler
- Stenia Michel (* 1987), Schweizer Fußballspielerin
- Susanne Michel (* 1965), österreichische Schauspielerin
- Sven Michel (Curler) (* 1988), Schweizer Curler
- Sven Michel (Fußballspieler) (* 1990), deutscher Fußballspieler
- Sylvia Michel (Pfarrerin) (1935–2025), Schweizer Pfarrerin
- Sylvia Michel (Fußballspielerin) (* 1972), deutsche Fußballspielerin
- Sylvia Michel (Moderatorin) (* 1972), Schweizer Moderatorin

#### T
- Téo James Michel (* 2004), französisch-haitianischer Fußballspieler
- Theo Michel (1933–2014), deutscher Heimatforscher
- Theodor Michel (1865–1946), Schweizer Politiker
- Théodore Michel, luxemburgischer Schwimmer
- Theresa Grillo Michel (1855–1944), italienische Ordensgründerin
- Thomas Michel (* 1946/1947), deutscher Ethnologe und Museumsdirektor
- Torsten Michel (* 1978), deutscher Koch

#### U
- Uwe Michel (* 1962), deutscher Fußballspieler

#### V
- Victor Michel (Offizier) (1851–1918), belgischer Offizier
- Victor Michel (Politiker) (1915–1982), französischer Widerstandskämpfer und Politiker
- Victor Michel, polnischer Kryptoanalytiker und Offizier, siehe Wiktor Michałowski (1895–1967)
- Victor-Constant Michel (1850–1937), französischer Offizier und designierter Oberbefehlshaber des Heeres vor dem Ersten Weltkrieg
- Volker Michel (* 1973), deutscher Handballspieler

#### W
- Walter Michel (Musiker) (1904–1982), Schweizer Flötist und Kapellmeister
- Walter Michel (Autor) (1918–1992), deutscher Autor
- Walter Michel (Philologe) (1924–2005), deutscher Klassischer Philologe und Kirchenhistoriker
- Walter S. Michel (1922–2017), deutsch-amerikanischer Ingenieur und Kunsthistoriker
- Werner Michel (* 1921), deutscher Posaunist und Komponist
- Wilhelm Michel (Schriftsteller) (1877–1942), deutscher Schriftsteller
- Wilhelm Michel (Kunsterzieher) (1894–1964), deutscher Kunsterzieher und Pilot
- Wilhelm Michel (Politiker) (auch Willy Michel; 1901–1988), deutscher Bäcker, Politiker (NSDAP) und Geliebter von Marlene Dietrich
- Willy Michel (Politiker) (1885–1951), deutscher Politiker (SPD)
- Willy Michel (1901–1988), deutscher Politiker (NSDAP), siehe Wilhelm Michel (Politiker)
- Willy Michel (Literaturwissenschaftler) (1941–2023), deutscher Literaturwissenschaftler und Hochschullehrer
- Willy Michel (Unternehmer) (* 1947), Schweizer Unternehmer
- Winfried Michel (* 1948), deutscher Blockflötist und Komponist
- Wolf-Rüdiger Michel (* 1958), deutscher Politiker
- Wolfgang Michel (Japanologe) (* 1946), deutscher Sprach- und Kulturwissenschaftler
- Wolfgang Michel (Musiker) (* 1960), deutscher Dirigent

### Künstlername
- Míchel (Fußballspieler, 1963) (José Miguel González Martín del Campo; * 1963), spanischer Fußballspieler und -trainer
- Míchel (Fußballspieler, 1975) (Miguel Ángel Sánchez Muñoz; * 1975), spanischer Fußballspieler und -trainer
- Míchel (Fußballspieler, 1985) (Miguel Marcos Madera; * 1985), spanischer Fußballspieler
- Míchel (Fußballspieler, 2003) (Michel Augusto Modesto Rafael dos Santos; * 2003), brasilianischer Fußballspieler

### Fiktive Personen
- Deutscher Michel, nationale Personifikation der Deutschen
- Holländer-Michel, Schwarzwälder Waldgeist in Wilhelm Hauffs Sagenmärchen Das kalte Herz
- Michel aus Lönneberga, Figur von Astrid Lindgren
- Michel Vaillant, Comicfigur von Jean Graton